# Nanosaurus agilis
Nanosaurus (il cui nome significa "lucertola nana") è un genere estinto di dinosauro neornithischio vissuto nel Giurassico superiore, circa 155-148 milioni di anni fa (Kimmeridgiano-Titoniano), in quella che oggi è la Formazione Morrison, negli Stati Uniti sud-occidentali. Il genere contiene una singola specie, ossia Nanosaurus agilis, descritta e nominata da Othniel Charles Marsh, nel 1877. 
Il taxon ha una storia tassonomica complicata, in gran parte ad opera di Marsh e Peter M. Galton, che coinvolge i generi Laosaurus, Hallopus, Drinker, Othnielia e Othnielosaurus, questi ultimi tre ora considerati sinonimi di Nanosaurus. Storicamente classificato come un hypsilophodonte o un fabrosauride, piccoli dinosauri erbivori bipedi, ricerche più recenti hanno abbandonato questi gruppi come parafiletici e oggi Nanosaurus è considerato un membro basale di Neornithischia.

## Descrizione

Dimensioni di N. agilis

Nanosaurus è conosciuto da materiale osseo proveniente da tutte le parti del corpo, compresi due scheletri quasi completi, sebbene il cranio sia ancora poco conosciuto. Era un animale di piccole dimensioni, lungo circa 2 metri (6,6 piedi), per un peso di 10 chilogrammi (22 libbre).
Era un dinosauro bipede con arti anteriori corti e arti posteriori lunghi e snelli con grandi apofisi per l'attaccamento dei muscoli. Le mani erano corte e larghe dotate di cinque dita corte e tozze. La testa era piccola e dotata di piccoli denti a forma di foglia (triangolari con piccole cuspidi, o denticoli, appuntite che rivestivano i bordi anteriori e posteriori) e denti premascellari che invece presentava pochi denticoli.
Come molti altri dinosauri neornithischi, come Hypsilophodon, Thescelosaurus e Talenkauen, Nanosaurus aveva sottili placche lungo le costole. Chiamate placche intercostali, queste strutture erano di origine cartilaginea.

## Storia e tassonomia

### Identificazione origine

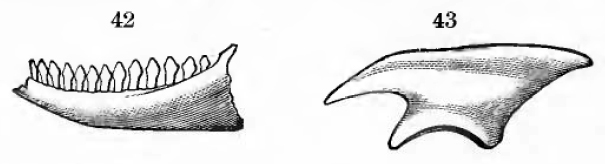
Olotipo composto da un dentario e l'ilio

Nel 1877, Marsh nominò due specie di Nanosaurus in due pubblicazioni separate, basate su resti parziali rinvenuti nella Formazione Morrison, nel sito di Garden Park, in Colorado. Un articolo descriveva N. agilis, specie basata sull'esemplare YPM 1913, con resti che includevano le impressioni di una mandibola e pezzi postcranici tra cui un ilio, un femore, una tibia e il perone. L'altro articolo descriveva N. rex, una seconda specie che Marsh aveva eretto sull'esemplare YPM 1915 (chiamato anche YPM 1925 da Galton, 2007) che consisteva in un femore completo. Marsh si riferiva ad entrambe le specie come piccoli ("delle dimensioni di una volpe"). Venne nominata anche una terza specie, N. victor, che lo stesso Marsh in seguito riconobbe come qualcosa di completamente diverso, ed è ora noto come il piccolo crocodilomorfo bipede Hallopus.

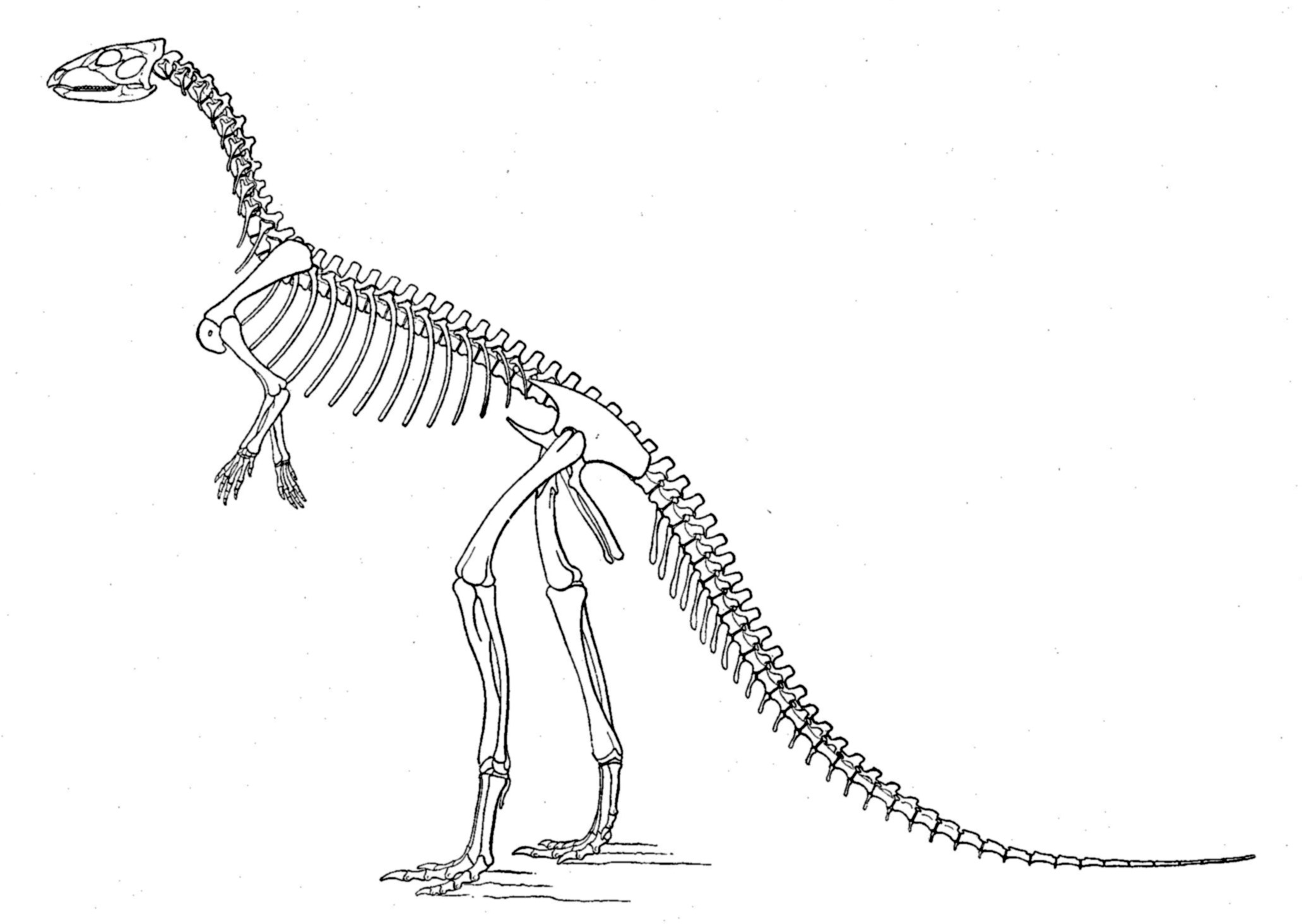
Ricostruzione scheletrica di "Laosaurus" consors (oggi Nanosaurus), di Othniel Charles Marsh (1896)

L'anno successivo, Marsh nominò il nuovo genere Laosaurus sulla di materiale fossile raccolto da Samuel Wendell Williston a Como Bluff, Wyoming. Furono nominate due specie: la specie tipo L. celer, basata su parti di undici vertebre (YPM 1875); e la "piccola" specie L. gracilis, originariamente basata su un centro vertebrale dorsale, un centro vertebrale caudale e parte di un'ulna (la recensione di Peter Galton, del 1983, ha rivelato che l'esemplare è composto da tredici vertebre dorsali, otto centri caudali, e porzioni di entrambi gli arti posteriori). Una terza specie, L. consors, fu eretta da Marsh nel 1894 sulla base dell'esemplare YPM 1882, che consiste in uno scheletro parziale articolato e in parte di almeno un altro individuo. Il cranio era solo parzialmente conservato e il fatto che le vertebre fossero rappresentate solo dai centri suggerisce un individuo parzialmente cresciuto. Galton (1983) nota che gran parte dell'attuale scheletro montato è stato restaurato in gesso, o con l'applicazione di vernice.

### Revisione tassonomica di Galton

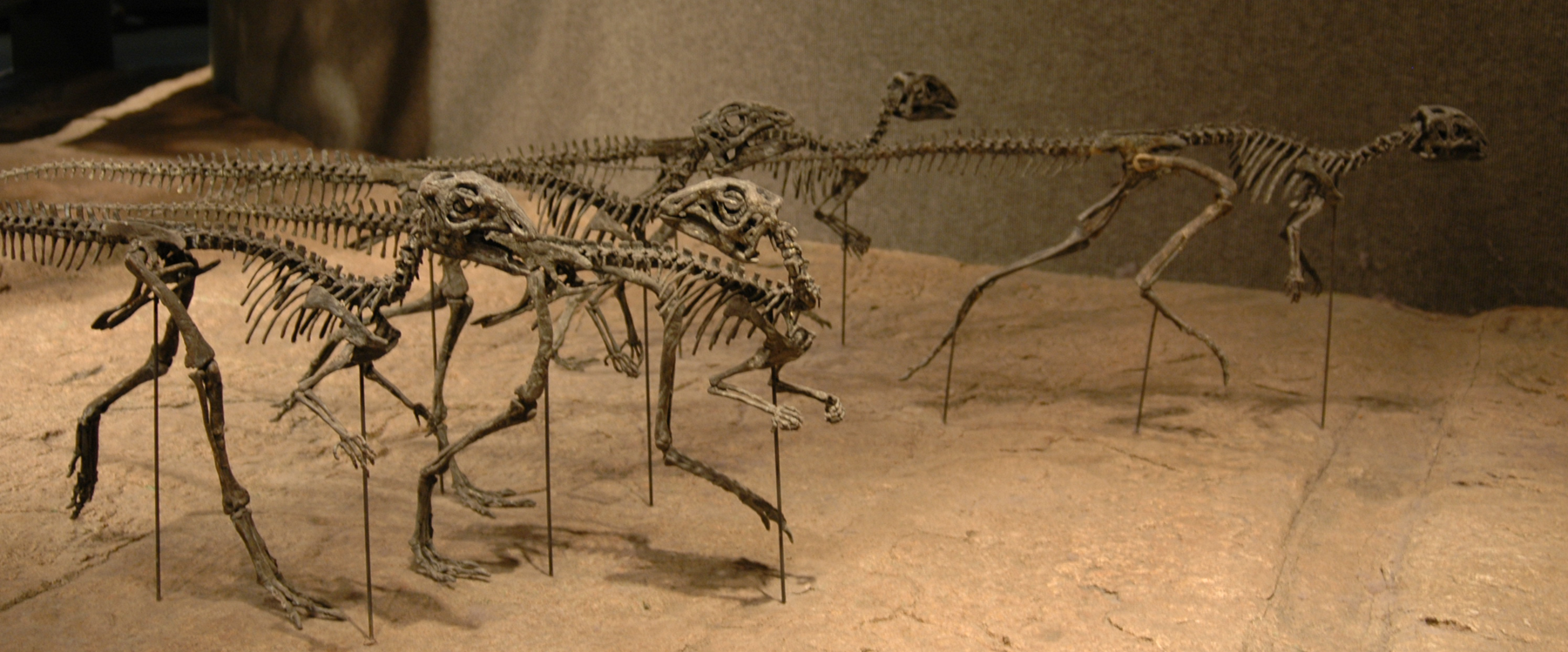
Scheletri di N. agilis, montati in movimento, al Denver Museum of Nature and Science.

Questi animali ricevettero poca attenzione professionale fino agli anni '70 e '80, quando Peter Galton revisionò molti "hypsilophodonti" in una serie di articoli. Nel 1973, Galton e Jim Jensen descrissero uno scheletro parziale (BYU ESM 163 a partire da Galton, 2007) sprovvisto di testa, mani e coda come Nanosaurus? rex, che era stato danneggiato da collezionisti prima della descrizione. Nel 1977, conclusero che Nanosaurus agilis era abbastanza diverso da N. rex e il nuovo scheletro, perciò coniò il genere Othnielia per quest'ultima specie. L'articolo (principalmente riguardante la natura transcontinentale di Dryosaurus) considerava la specie consors di Laosaurus e i sinonimi di L. gracilis sinonimi di O. rex senza elaborazione, e considerava L. celer un nomen nudum non valido.
Nel 1990, Robert Bakker, Peter Galton, James Siegwarth e James Filla descrissero i resti di un dinosauro che chiamarono Drinker nisti. Il nome è alquanto ironico; Drinker, chiamato così in onore del celebre paleontologo Edward Drinker Cope, la cui famigerata "guerra delle ossa" con il rivale Othniel Charles Marsh, portò alla luce molti fossili di dinosauri oggi famosi in tutto il mondo, fu descritto come un probabile parente stretto di Otnielia, chiamato così in onore di Marsh. Il nome della specie si riferisce al National Institute of Standards and Technology (NIST). Scoperto da Siegwarth e Filla nei letti superiori della Formazione Morrison, nel sito di Como Bluff, Wyoming, si basava su uno scheletro parziale di un individuo subadulto (elencato originariamente come CPS 106, quindi come Tate 4001 da Bakker 1996) composto da mascelle parziali, vertebre e arti parziali. Numerosi altri esemplari rinvenuti nella stessa area gli furono assegnati, costituiti principalmente da resti vertebrali, arti posteriori e denti. La posizione attuale dell'esemplare olotipico è sconosciuta; secondo Carpenter e Galton (2018), le due precedenti istituzioni riferirono di non aver mai curato l'esemplare, e la collezione in cui inizialmente si diceva fosse affermò che non esistesse affatto.

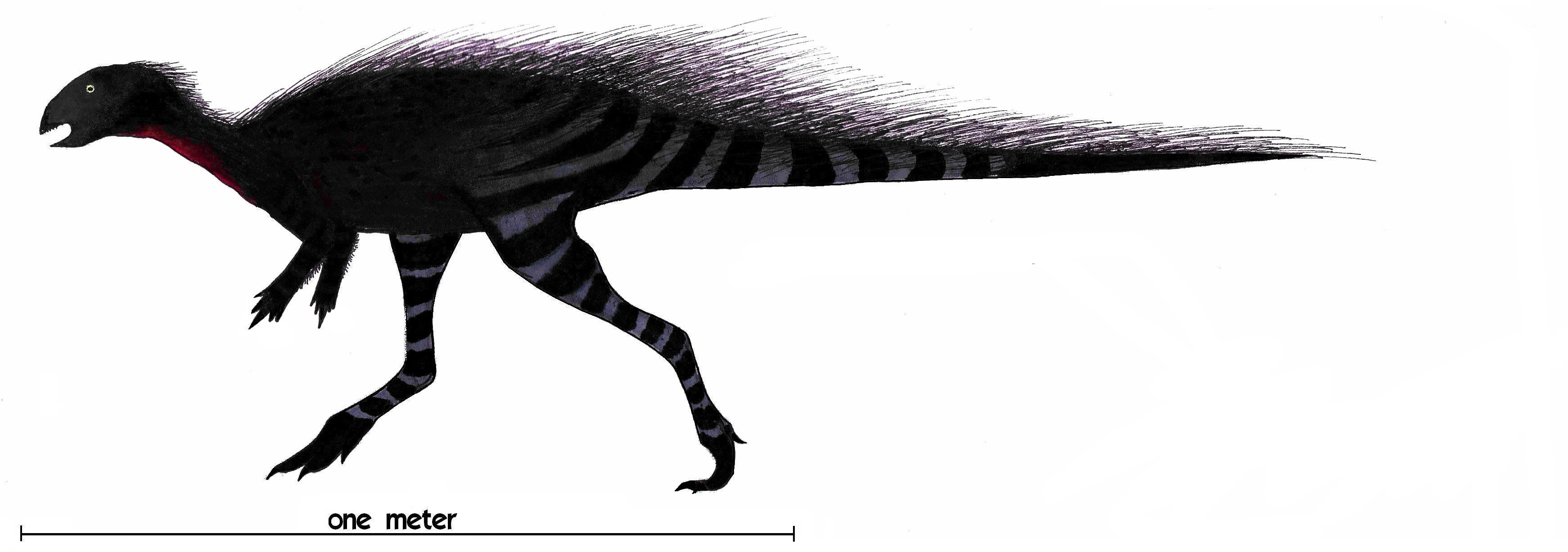
Ricostruzione di N. agilis

Diversi decenni dopo, nel suo studio del 2007 sui denti degli ornithischi della Formazione Morrison, Galton concluse che il femore olotipo di Othniela rex non era diagnostico e riassegnò lo scheletro BYU alla specie consors di Laosaurus, che si basa su materiale migliore. Poiché il genere Laosaurus si basa anche su materiale non diagnostico, diede alla specie L. consors il proprio genere, Otnielosaurus. Di conseguenza, in termini pratici, ciò che era stato pensato come Otnielia è ora noto come Othnielosaurus consors. Per quanto riguarda Nanosaurus agilis, Galton lo considerava un ornitopode basale potenzialmente valido, notando alcune somiglianze con gli heterodontosauridi a livello del femore. In seguito, assegnò provvisoriamente al genere alcuni denti che erano stati riferiti a Drinker.
Un altro decennio dopo, nel 2018, Galton, insieme a Kenneth Carpenter, descrisse un nuovo esemplare di ornithischio. I due osservarono come il nuovo esemplare fosse molto simile al frammentario olotipo di Nanosaurus, ma più chiaro nelle sue caratteristiche anatomiche. Il nuovo esemplare mostrava anche un'estrema somiglianza con gli esemplari di Otnielosaurus e Drinker. A seguito di questi nuovi dati, Galton e Carpenter concluso che tutte e tre le specie, insieme a Otnielia, rappresentavano lo stesso animale, unite sotto la specie Nanosaurus agilis. Questo ha portato ad un nuovo modo di vedere questo singolare piccolo dinosauro da allora conosciuto da una grande quantità di materiale fossile. Questa conclusione è stata riconosciuta dagli articoli da allora, alcuni dei quali incorporano il nuovo taxon onnicomprensivo nelle loro analisi filogenetiche.

## Paleoecologia

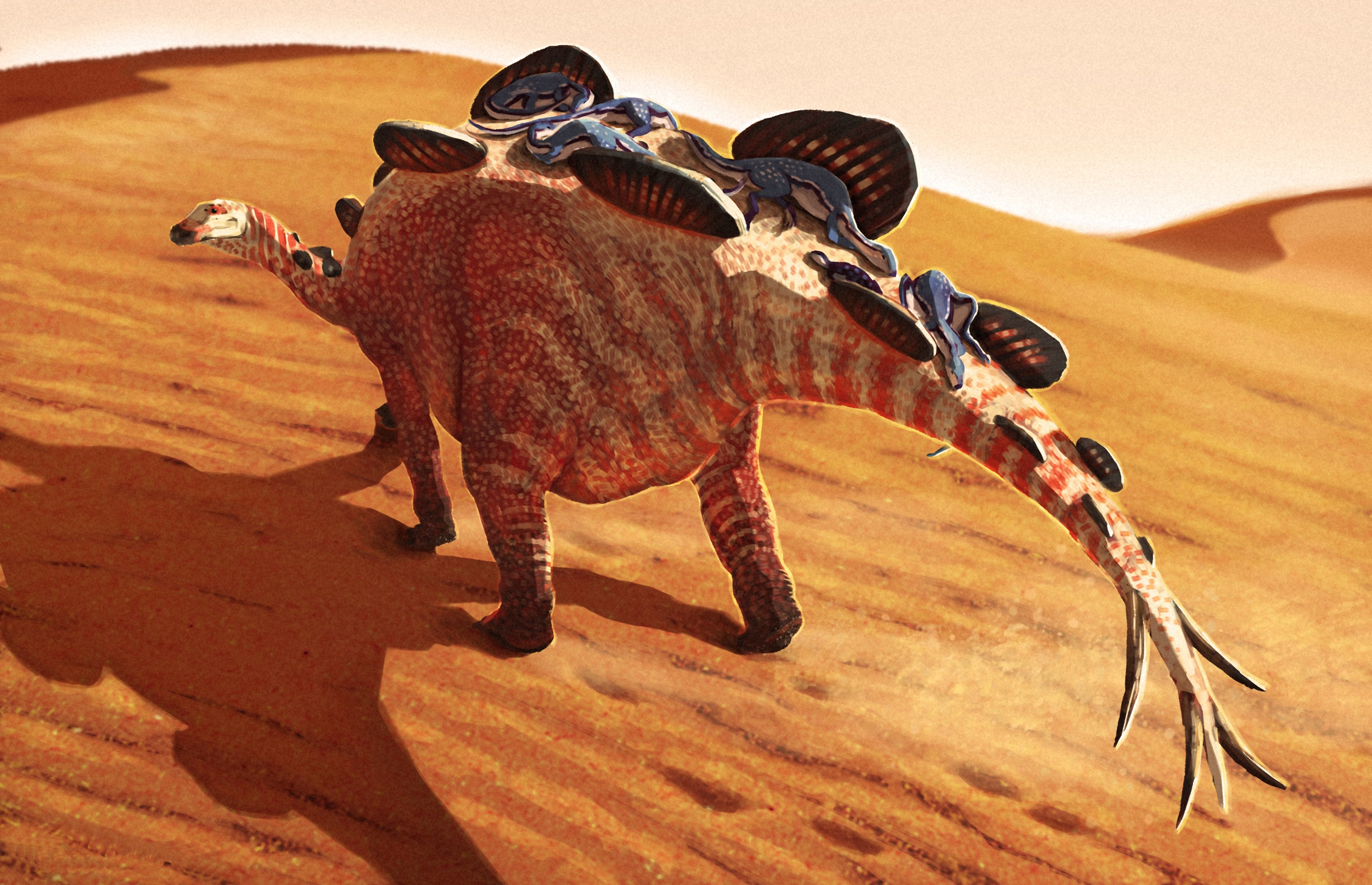
Ricostruzione di un Hesperosaurus con alcuni Nanosaurus

L'olotipo di Nanosaurus fu scoperto in uno degli strati superiori della Formazione Morrison, e tradizionalmente datato alla fine del Kimmeridgiano e ai primi del Titoniano, fasi del Giurassico superiore. All'epoca di Nanosaurus l'habitat della formazione era un ambiente semi-arido, con sole due stagioni una delle piogge e una secca. Il bacino Morrison, in cui vivevano i dinosauri, si estendeva dal Nuovo Messico, per l'Alberta fino a Saskatchewan, e si formò quando i precursori della Front Range delle Montagne Rocciose iniziarono a spingere verso l'alto ad ovest. L'habitat comprendeva anche vari torrenti, fiumi e depositi paludosi, oltre che ad essere ricca di vaste pianure alluvionali prive di erba (che all'epoca non si era ancora evoluta), ma ricche di felci e alberi di ginko.
La formazione Morrison possedeva una fauna erbivora dominata da giganteschi dinosauri sauropodi, come il Camarasaurus, Barosaurus, Diplodocus, Apatosaurus, Brachiosaurus e Brontosaurus. Altri dinosauri erbivori che vissero al fianco del Nanosaurus furono il Camptosaurus e lo Stegosaurus. Tra i predatori che potevano attentare alla vita di Nanosaurus vi erano il piccolo Tanycolagreus, che poteva predare gli esemplari più giovani, e i grandi Allosaurus, Torvosaurus e Ceratosaurus che potevano facilmente uccidere un esemplare adulto e ingoiarlo intero. I predatori oggi costituiscono il 70-75% dei fossili ritrovati nella formazione, con Allosaurus che era il più comune all'epoca. Altri vertebrati che ha condiviso questo paleoambiente includevano i bivalvi, lumache, pesci, rane, salamandre, tartarughe, sphenodonti, lucertole, crocodylomorphi terrestri e acquatici e diverse specie di pterosauro. I primi mammiferi erano presenti in questa regione, come ad esempio il Fruitafossor. La flora del periodo era costituita da alghe verdi, funghi, muschi, equiseti, cycadi, ginkgo e diverse famiglie di conifere. Lungo i fiumi la vegetazione era ben più rigogliosa con felci arboree, felci terrestri e alberi come l'Araucaria e la conifera Brachyphyllum.
I siti che hanno portato alla luce fossili di Nanosaurus sono Garden Park (Colorado) e Como Bluff (Wyoming).